# Lourdes Deschamps
Lourdes Deschamps (Ciudad de México,15 de abril de 1963 - Ciudad de México, 28 de diciembre de 2018) fue una actriz, directora, productora y comediante mexicana de cine, teatro y televisión que realizó destacadas participaciones en series, unitarios y telenovelas; es recordada por su participación en la serie de comedia Cero en conducta por su personaje Lola Meraz.

## Biografía
Recordada por sus participaciones en telenovelas entre la década de los años 90 y 2000. 
Participó en producciones de Televisa como Alondra, María la del Barrio, Sentimientos ajenos entre otras. 
En 1999 forma parte del elenco de la serie de comedia Cero en conducta, donde interpretó el personaje de Lola Meraz compartiendo escena con otros artistas como Jorge Ortiz de Pinedo, Martha Ofelia Galindo, Anastasia Acosta, Carlos Espejel, Rubén Cerda, Homero Ferruzca y Mariela Roldán.
Como directora y guionista debutó en 2005 con Como tú me has deseado y, años más tarde, fue responsable de la cinta Campeones en 2018.

### Fallecimiento
Falleció el 28 de diciembre de 2018 a los 55 años.
La actriz fue incinerada.

## Filmografía

### Televisión
- La rosa de Guadalupe (2010) - Sara
- La Jaula (2003-2004) - Srta. Bustani
- El precio de tu amor (2000-2001) - Lolita
- Cero en conducta (1999-2003) - Lola Meraz
- ¿Qué nos pasa? (1998-1999)
- Pueblo chico, infierno grande (1997) - Cayetana
- Sentimientos ajenos (1996) - Raquel
- Lazos de amor (1995-1996) - Mujer de Valente
- ¡Pácatelas! (Programa de Paco Stanley) (1995-1997) - Reportera de Espectáculos.
- María la del barrio (1995-1996) - Argelia[7]
- Al derecho y al Derbez (1995)
- Alondra (1995) - Celia
- Más allá del puente (1993-1994) - Rocío
- Mujer, casos de la vida real (1988-2006) - Varios Personajes

### Cine
- 16 En La Lista (1998) - Andrea[8]
- El mochaorejas (1998)
- Halcones de la frontera 3 (1998)
- La operación pesada (1998)
- Reto de ley (1995)

### Productora
- Campeones (2018)[9]
- Apasionado Pancho Villa (2013)[10]
- Como tú me has deseado (2005)